# Baszta

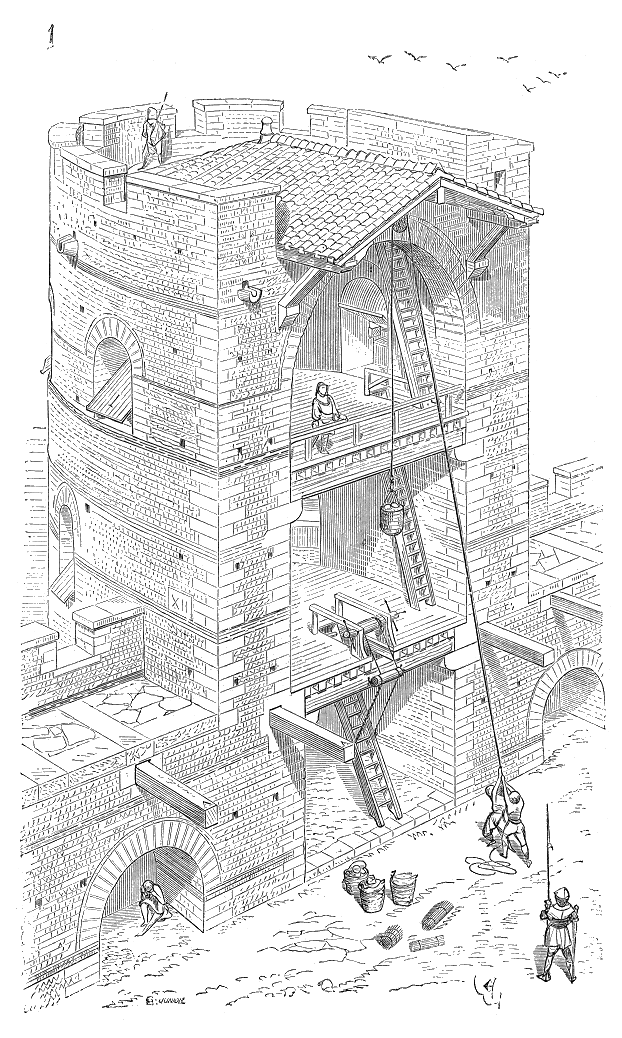
Baszta otwarta (łupinowa) z końcowego okresu Cesarstwa Rzymskiego; na wystających belkach (ozn. "A") układano pomost, łączący ganki na murach po obu stronach baszty.

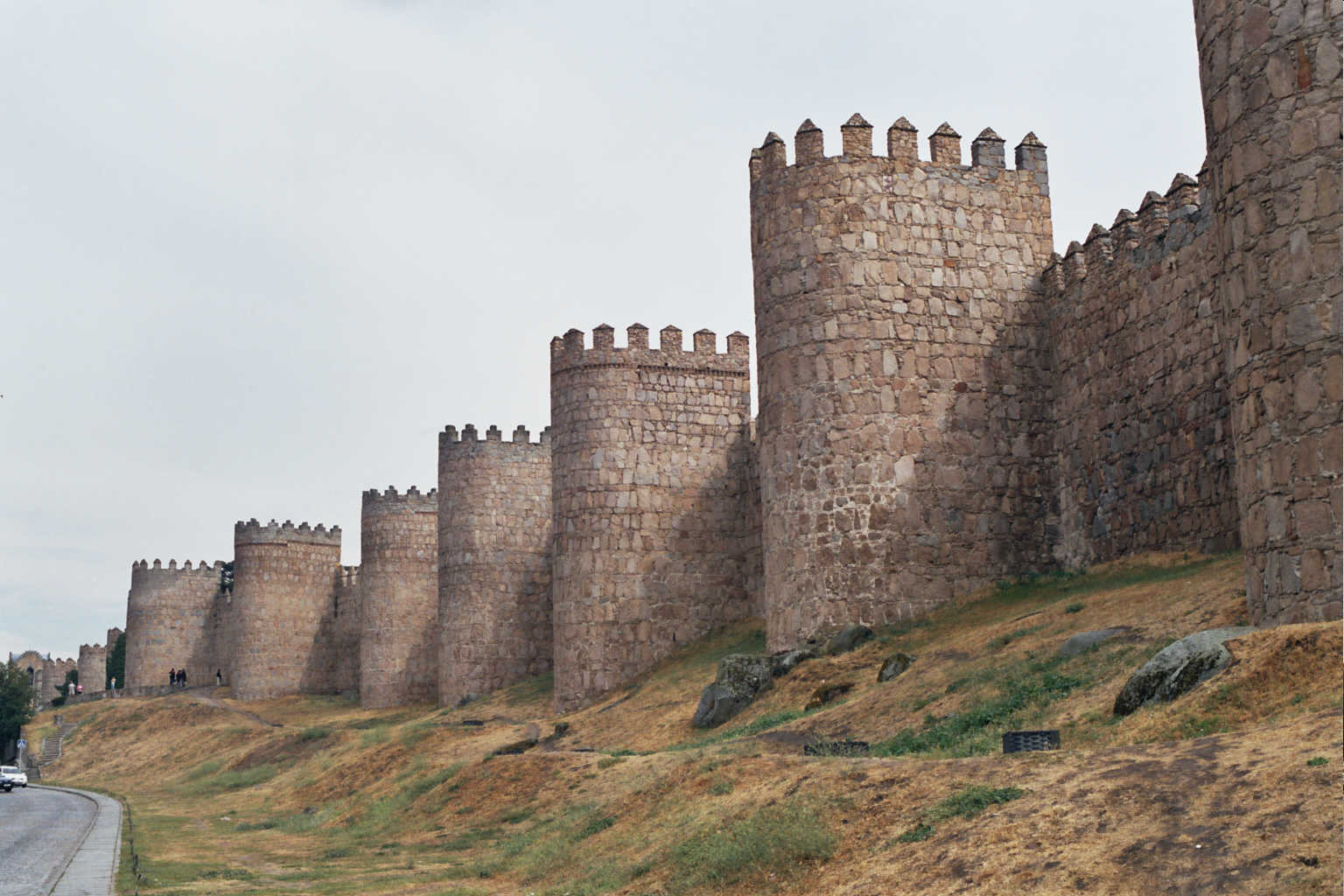
Baszty murów miejskich w Ávili

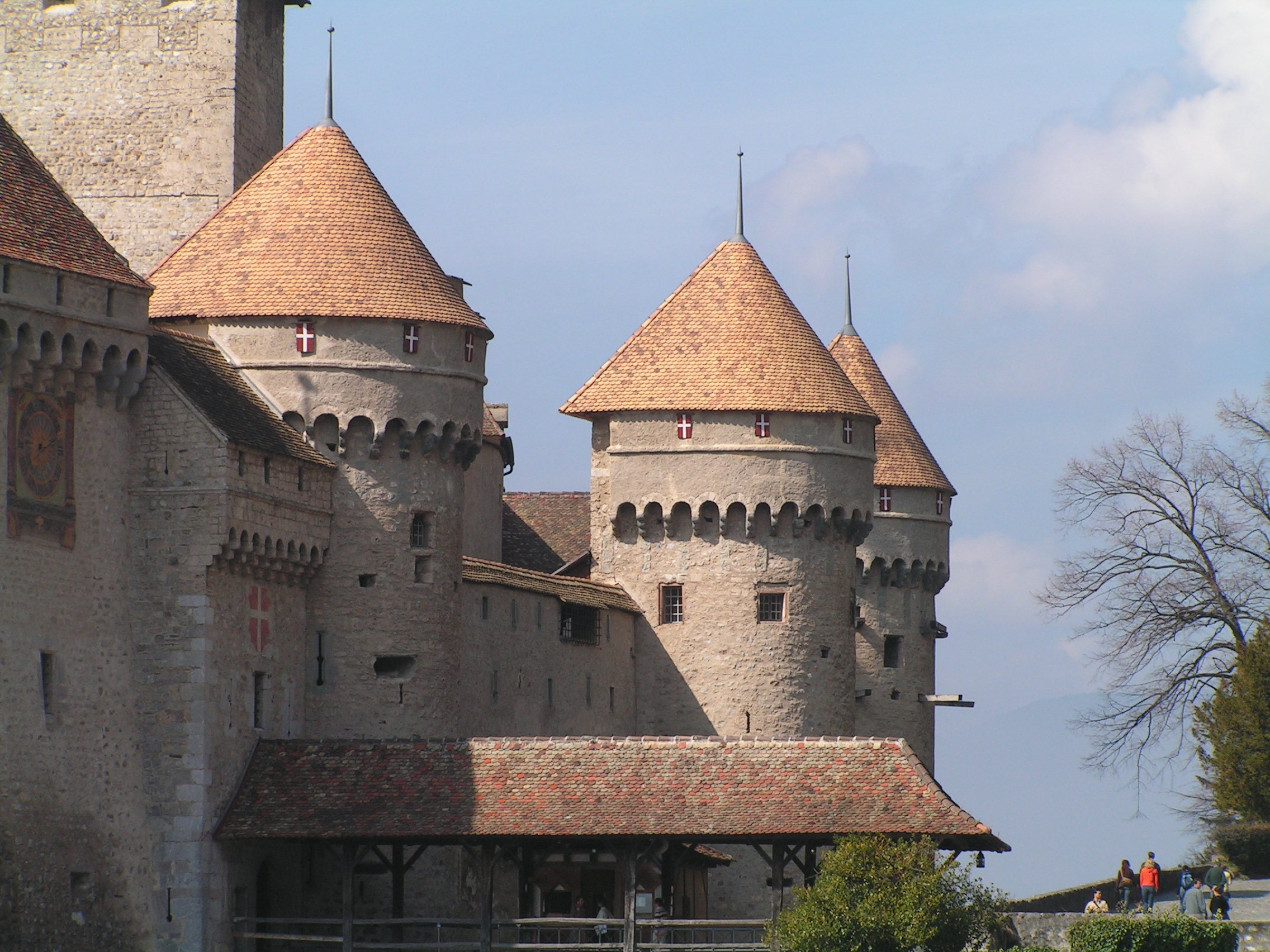
Baszty zamku Chillon

Baszta – budowla obronna, stanowiąca element starożytnego i średniowiecznego muru obronnego w postaci wysunięcia jego fragmentu przed lico i wzniesienia ponad jego poziom. Baszta może być w stosunku do wnętrza obwodu obronnego zamknięta, dostępna z chodnika straży, otwarta częściowo (arkadą) lub całkowicie jako wykusz.
Janusz Bogdanowski w swoich książkach jako element odróżniający basztę od wieży podkreśla zmianę sposobu obrony: odejście od biernej roli murów na rzecz obrony skrzydłowej wobec rozwoju broni palnej. Stąd baszty wysuwają się przed narys murów i opatrzone zostają przez możliwie dużą liczbę strzelnic zamiast gładkich ścian średniowiecznej wieży.
Baszty były budowane na planie koła, prostokąta lub wielokąta. Stanowiły miejsce, skąd możliwa była obrona odcinków muru między nimi. Wznoszono je początkowo z drewna, a następnie z kamienia i cegły. Zazwyczaj były zwieńczone blankami z hurdycjami lub machikułami.
Wnętrze baszty podzielone było na kilka kondygnacji, połączonych ze sobą schodami lub drabinami. Na poszczególnych kondygnacjach umieszczano otwory strzelnicze. Najniższa, podziemna kondygnacja była zazwyczaj przeznaczona na więzienie.
Baszty jako element obronny straciły rolę po wynalezieniu broni palnej i zostały zastąpione bastejami i bastionami.
Najwyższymi basztami w Polsce są: mierząca 34 m Baszta Morze Czerwone w Stargardzie i podobnej wysokości Baszta Jacek w Gdańsku oraz Brama Floriańska w Krakowie.
Określenie baszta odnosi się także do:
- kolistych altan, zamykających naroże żywopłotu lub szpaleru w XVII – XVIII-wiecznych ogrodach
- ściany bocznej doku pływającego.